# Sepultura/Diskografie
Diese Diskografie ist eine Übersicht über die musikalischen Werke der brasilianischen Metalband Sepultura. Den Quellenangaben und Schallplattenauszeichnungen zufolge hat sie bisher mehr als 1,6 Millionen Tonträger verkauft. Ihre erfolgreichste Veröffentlichung ist das Album Roots mit über 710.000 verkauften Einheiten.

## Alben

### Studioalben
| Jahr | Titel Musiklabel                                                    | Höchstplatzierung, Gesamtwochen, AuszeichnungChartplatzierungen (Jahr, Titel, Musiklabel, Platzierungen, Wochen, Auszeichnungen, Anmerkungen) | Höchstplatzierung, Gesamtwochen, AuszeichnungChartplatzierungen (Jahr, Titel, Musiklabel, Platzierungen, Wochen, Auszeichnungen, Anmerkungen) | Höchstplatzierung, Gesamtwochen, AuszeichnungChartplatzierungen (Jahr, Titel, Musiklabel, Platzierungen, Wochen, Auszeichnungen, Anmerkungen) | Höchstplatzierung, Gesamtwochen, AuszeichnungChartplatzierungen (Jahr, Titel, Musiklabel, Platzierungen, Wochen, Auszeichnungen, Anmerkungen) | Höchstplatzierung, Gesamtwochen, AuszeichnungChartplatzierungen (Jahr, Titel, Musiklabel, Platzierungen, Wochen, Auszeichnungen, Anmerkungen) | Anmerkungen                                                       |
| Jahr | Titel Musiklabel                                                    | DE | AT | CH | UK | US | Anmerkungen                                                       |
| ---- | ------------------------------------------------------------------- | --- | --- | --- | --- | --- | ----------------------------------------------------------------- |
| 1986 | Morbid Visions Cogumelo Records                                     | — | — | — | — | — | Erstveröffentlichung: 10. November 1986                           |
| 1987 | Schizophrenia Cogumelo Records                                      | — | — | — | — | — | Erstveröffentlichung: 30. Oktober 1987                            |
| 1989 | Beneath the Remains Roadrunner Records                              | DE96 (1 Wo.)DE | — | — | — | — | Erstveröffentlichung: 7. April 1989 Charteinstieg in DE erst 2020 |
| 1991 | Arise Roadrunner Records                                            | DE25 (14 Wo.)DE | — | CH24 (4 Wo.)CH | UK40 Silber · (2 Wo.)UK | US119 (4 Wo.)US | Erstveröffentlichung: 20. März 1991                               |
| 1993 | Chaos A.D. Roadrunner Records                                       | DE11 (10 Wo.)DE | AT19 (16 Wo.)AT | CH15 (7 Wo.)CH | UK11 Gold · (5 Wo.)UK | US32 Gold · (7 Wo.)US | Erstveröffentlichung: 1. September 1993                           |
| 1996 | Roots Roadrunner Records                                            | DE7 (20 Wo.)DE | AT2 Gold · (16 Wo.)AT | CH16 (8 Wo.)CH | UK4 Gold · (6 Wo.)UK | US27 Gold · (10 Wo.)US | Erstveröffentlichung: 20. Februar 1996                            |
| 1998 | Against Roadrunner Records                                          | DE23 (4 Wo.)DE | AT23 (4 Wo.)AT | — | UK40 (2 Wo.)UK | US82 (3 Wo.)US | Erstveröffentlichung: 6. Oktober 1998                             |
| 2001 | Nation Roadrunner Records                                           | DE28 (5 Wo.)DE | AT41 (4 Wo.)AT | CH84 (1 Wo.)CH | UK88 (1 Wo.)UK | US134 (1 Wo.)US | Erstveröffentlichung: 20. März 2001                               |
| 2003 | Roorback SPV                                                        | DE46 (3 Wo.)DE | — | CH69 (2 Wo.)CH | — | — | Erstveröffentlichung: 26. Mai 2003                                |
| 2006 | Dante XXI SPV                                                       | DE64 (1 Wo.)DE | — | — | — | — | Erstveröffentlichung: 2. März 2006                                |
| 2009 | A-Lex SPV                                                           | DE82 (1 Wo.)DE | AT53 (1 Wo.)AT | CH68 (1 Wo.)CH | — | — | Erstveröffentlichung: 23. Januar 2009                             |
| 2011 | Kairos Nuclear Blast                                                | DE49 (1 Wo.)DE | AT75 (1 Wo.)AT | CH45 (2 Wo.)CH | — | — | Erstveröffentlichung: 24. Juni 2011                               |
| 2013 | The Mediator Between Head and Hands Must Be the Heart Nuclear Blast | DE76 (1 Wo.)DE | — | CH96 (1 Wo.)CH | — | — | Erstveröffentlichung: 25. Oktober 2013                            |
| 2017 | Machine Messiah Nuclear Blast                                       | DE27 (2 Wo.)DE | AT33 (1 Wo.)AT | CH27 (1 Wo.)CH | — | — | Erstveröffentlichung: 13. Januar 2017                             |
| 2020 | Quadra Nuclear Blast                                                | DE5 (2 Wo.)DE | AT17 (1 Wo.)AT | CH13 (3 Wo.)CH | — | — | Erstveröffentlichung: 7. Februar 2020                             |

### Livealben
| Jahr | Titel Musiklabel                         | Höchstplatzierung, Gesamtwochen, AuszeichnungChartplatzierungen (Jahr, Titel, Musiklabel, Platzierungen, Wochen, Auszeichnungen, Anmerkungen) | Höchstplatzierung, Gesamtwochen, AuszeichnungChartplatzierungen (Jahr, Titel, Musiklabel, Platzierungen, Wochen, Auszeichnungen, Anmerkungen) | Höchstplatzierung, Gesamtwochen, AuszeichnungChartplatzierungen (Jahr, Titel, Musiklabel, Platzierungen, Wochen, Auszeichnungen, Anmerkungen) | Höchstplatzierung, Gesamtwochen, AuszeichnungChartplatzierungen (Jahr, Titel, Musiklabel, Platzierungen, Wochen, Auszeichnungen, Anmerkungen) | Höchstplatzierung, Gesamtwochen, AuszeichnungChartplatzierungen (Jahr, Titel, Musiklabel, Platzierungen, Wochen, Auszeichnungen, Anmerkungen) | Anmerkungen                              |
| Jahr | Titel Musiklabel                         | DE | AT | CH | UK | US | Anmerkungen                              |
| ---- | ---------------------------------------- | --- | --- | --- | --- | --- | ---------------------------------------- |
| 2002 | Under a Pale Grey Sky Roadrunner Records | — | — | CH99 (1 Wo.)CH | — | — | Erstveröffentlichung: 22. September 2002 |
| 2021 | SepulQuarta Nuclear Blast                | DE25 (1 Wo.)DE | — | CH22 (1 Wo.)CH | — | — | Erstveröffentlichung: 13. August 2021    |

Weitere Livealben
- 2005: Live in São Paulo
- 2014: Metal Veins – Alive in Rock in Rio
- 2025: Arise in Sweden

### Kompilationen
| Jahr | Titel Musiklabel                                    | Höchstplatzierung, Gesamtwochen, AuszeichnungChartplatzierungen (Jahr, Titel, Musiklabel, Platzierungen, Wochen, Auszeichnungen, Anmerkungen) | Höchstplatzierung, Gesamtwochen, AuszeichnungChartplatzierungen (Jahr, Titel, Musiklabel, Platzierungen, Wochen, Auszeichnungen, Anmerkungen) | Höchstplatzierung, Gesamtwochen, AuszeichnungChartplatzierungen (Jahr, Titel, Musiklabel, Platzierungen, Wochen, Auszeichnungen, Anmerkungen) | Höchstplatzierung, Gesamtwochen, AuszeichnungChartplatzierungen (Jahr, Titel, Musiklabel, Platzierungen, Wochen, Auszeichnungen, Anmerkungen) | Höchstplatzierung, Gesamtwochen, AuszeichnungChartplatzierungen (Jahr, Titel, Musiklabel, Platzierungen, Wochen, Auszeichnungen, Anmerkungen) | Anmerkungen                           |
| Jahr | Titel Musiklabel                                    | DE | AT | CH | UK | US | Anmerkungen                           |
| ---- | --------------------------------------------------- | --- | --- | --- | --- | --- | ------------------------------------- |
| 1997 | Blood-Rooted Roadrunner Records                     | — | — | — | — | US162 (2 Wo.)US | Erstveröffentlichung: 3. Juni 1997    |
| 2017 | The Roadrunner Albums: 1985–1996 Roadrunner Records | DE100 (1 Wo.)DE | — | — | — | — | Erstveröffentlichung: 27. Januar 2017 |

Weitere Kompilationen
- 1996: The Roots of Sepultura
- 2006: The Best of Sepultura

### EPs
- 1985: Século XX/Bestial Devastation (Split-EP mit Overdose)
- 1990: Bestial Devastation
- 1992: Third World Posse
- 1994: Refuse/Resist
- 1996: Natural Born Blasters
- 1997: Procreation of the Wicked
- 2002: Revolusongs
- 2015: Under My Skin

## Singles
| Jahr | Titel Album                     | Höchstplatzierung, Gesamtwochen, AuszeichnungChartplatzierungen (Jahr, Titel, Album, Platzierungen, Wochen, Auszeichnungen, Anmerkungen) | Höchstplatzierung, Gesamtwochen, AuszeichnungChartplatzierungen (Jahr, Titel, Album, Platzierungen, Wochen, Auszeichnungen, Anmerkungen) | Höchstplatzierung, Gesamtwochen, AuszeichnungChartplatzierungen (Jahr, Titel, Album, Platzierungen, Wochen, Auszeichnungen, Anmerkungen) | Höchstplatzierung, Gesamtwochen, AuszeichnungChartplatzierungen (Jahr, Titel, Album, Platzierungen, Wochen, Auszeichnungen, Anmerkungen) | Höchstplatzierung, Gesamtwochen, AuszeichnungChartplatzierungen (Jahr, Titel, Album, Platzierungen, Wochen, Auszeichnungen, Anmerkungen) | Anmerkungen                                    |
| Jahr | Titel Album                     | DE | AT | CH | UK | US | Anmerkungen                                    |
| ---- | ------------------------------- | --- | --- | --- | --- | --- | ---------------------------------------------- |
| 1991 | Under Siege (Regnum Irae) Arise | — | — | — | UK91 (1 Wo.)UK | — | Erstveröffentlichung: 1991                     |
| 1993 | Territory Chaos A.D.            | — | — | — | UK66 (2 Wo.)UK | — | Erstveröffentlichung: 5. Oktober 1993          |
| 1994 | Refuse/Resist Chaos A.D.        | — | — | — | UK51 (2 Wo.)UK | — | Erstveröffentlichung: 1994                     |
| 1994 | Slave New World Chaos A.D.      | — | — | — | UK46 (2 Wo.)UK | — | Erstveröffentlichung: 1994                     |
| 1996 | Roots Bloody Roots Roots        | DE42 (5 Wo.)DE | — | — | UK19 (2 Wo.)UK | — | FI: #2; Erstveröffentlichung: 18. Februar 1996 |
| 1996 | Attitude Roots                  | — | — | — | UK46 (2 Wo.)UK | — | Erstveröffentlichung: Juni 1996                |
| 1996 | Ratamahatta Roots               | — | — | — | UK23 (2 Wo.)UK | — | Erstveröffentlichung: Oktober 1996             |
| 1998 | Choke Against                   | — | — | — | UK91 (1 Wo.)UK | — | Erstveröffentlichung: 1998                     |

Weitere Singles
- 1991: Arise
- 1991: Dead Embryonic Cells
- 1999: Against
- 1999: Tribus
- 2006: Convicted in Life
- 2011: Kairos
- 2013: The Age of the Atheist
- 2015: Sepultura Under My Skin

## Videoalben und Musikvideos

### Videoalben
| Jahr | Titel                           | Anmerkungen                                                                 |
| ---- | ------------------------------- | --------------------------------------------------------------------------- |
| 1992 | Under Siege (Live at Barcelona) | Konzertmitschnitt Erstveröffentlichung: 14. Januar 1992                     |
| 1995 | Third World Chaos               | Erstveröffentlichung: 27. Juni 1995                                         |
| 1997 | We Are What We Are              | Erstveröffentlichung: 28. Januar 1997                                       |
| 2002 | Chaos DVD                       | Vereint die drei VHS der Cavalera-Ära Erstveröffentlichung: 7. Oktober 2002 |
| 2005 | Live in São Paulo               | Konzertmitschnitt Erstveröffentlichung: 8. November 2005                    |

### Musikvideos
| Jahr | Titel                | Regisseur(e)         |
| ---- | -------------------- | -------------------- |
| 1989 | Inner Self           | Aurelio Diaz         |
| 1991 | Dead Embryonic Cells | Bill Henderson       |
| 1992 | Arise                | Bill Henderson       |
| 1993 | Refuse/Resist        | Peter Christopherson |
| 1993 | Territory            | Paul Rachman         |
| 1994 | Slave New World      | Thomas Mignone       |
| 1996 | Roots Bloody Roots   | Thomas Mignone       |
| 1996 | Ratamahatta          | Fred Stuhr           |
| 1996 | Attitude             | Block                |
| 1998 | Choke                | Raul Machado         |
| 2003 | Bullet the Blue Sky  | Ricardo Della Rosa   |
| 2004 | Mindwar              | Ricardo Della Rosa   |
| 2005 | Refuse/Resist (live) | Lecuck Ishida        |
| 2006 | Convicted in Life    | Luis Carone          |
| 2008 | Ostia                | Geraldo Moraes       |
| 1996 | We’ve Lost You       | André Moraes         |
| 1996 | What I Do!           | Sepultura            |
| 2013 | The Vatican          | Rafael Kent          |
| 2014 | Da Lama ao Caos      | Rafael Kent          |

## Boxsets
- 2021: Sepulnation: The Studio Albums 1998–2009

## Statistik

### Chartauswertung
|                     | DE     | AT    | CH     | UK    | US    |
| ------------------- | ------ | ----- | ------ | ----- | ----- |
| Nummer-eins-Alben   | DE—DE  | AT—AT | CH—CH  | UK—UK | US—US |
| Top-10-Alben        | DE2DE  | AT1AT | CH—CH  | UK1UK | US—US |
| Alben in den Charts | DE15DE | AT8AT | CH12CH | UK5UK | US6US |

|                       | DE    | AT    | CH    | UK    | US    |
| --------------------- | ----- | ----- | ----- | ----- | ----- |
| Nummer-eins-Singles   | DE—DE | AT—AT | CH—CH | UK—UK | US—US |
| Top-10-Singles        | DE—DE | AT—AT | CH—CH | UK—UK | US—US |
| Singles in den Charts | DE1DE | AT—AT | CH—CH | UK8UK | US—US |

### Auszeichnungen für Musikverkäufe
| Goldene Schallplatte - Australien - 1994: für die EP Third World Posse - 1997: für das Album Chaos A.D. - 1997: für das Album Roots - Frankreich - 1997: für das Album Roots - Indonesien - 1994: für das Album Chaos A.D. - Kanada - 1997: für das Album Roots - Niederlande - 1998: für das Album Chaos A.D. - 2000: für das Album Roots |

Anmerkung: Auszeichnungen in Ländern aus den Charttabellen bzw. Chartboxen sind in ebendiesen zu finden.
| Land/RegionAuszeichnungen für Musikverkäufe (Land/Region, Auszeichnungen, Verkäufe, Quellen) | Silber  | Gold       | Platin | Verkäufe  | Quellen         |
| -------------------------------------------------------------------------------------------- | ------- | ---------- | ------ | --------- | --------------- |
| Australien (ARIA)                                                                            | —       | 3× Gold3   | —      | 105.000   | aria.com.au     |
| Frankreich (SNEP)                                                                            | —       | Gold1      | —      | 100.000   | snepmusique.com |
| Kanada (MC)                                                                                  | —       | Gold1      | —      | 50.000    | musiccanada.com |
| Indonesien (ASIRI)                                                                           | —       | Gold1      | —      | 25.000    | Einzelnachweise |
| Niederlande (NVPI)                                                                           | —       | 2× Gold2   | —      | 90.000    | nvpi.nl         |
| Österreich (IFPI)                                                                            | —       | Gold1      | —      | 25.000    | ifpi.at         |
| Vereinigte Staaten (RIAA)                                                                    | —       | 2× Gold2   | —      | 1.000.000 | riaa.com        |
| Vereinigtes Königreich (BPI)                                                                 | Silber1 | 2× Gold2   | —      | 260.000   | bpi.co.uk       |
| Insgesamt                                                                                    | Silber1 | 13× Gold13 | —      |           |                 |